# La Massana
La Massana (katalanskt uttal: [lə məˈsanə]) är en ort och en av Andorras sju parròquies (kommuner). La Massana ligger i västra delen av furstendömet. Orten hade 5 606 invånare (2021). Kommunen (parròquia) hade 10 750 invånare (2021), på en yta om 61 km².
La Massana indelad i sju quarts (kvarter): El Puiol del Pui, Escàs, Els Plans, El Mas de Ribafeta, Xixerella och El Pui.